# Claudio Ferrufino-Coqueugniot
Claudio Ferrufino-Coqueugniot (Cochabamba, 1960) es un escritor boliviano.
Residente en Denver, Estados Unidos, desde 1989. Colaborador asiduo de revistas y diarios en numerosos países.

## Obra literaria
- Ejercicios de memoria (1989)
- Virginianos (Los Amigos del Libro, 1991; Editorial 3600, 2019)
- El señor don Rómulo (Nuevo Milenio, 2002; Editorial 3600, 2021)
- Crónicas de perro andante (coautoría con Roberto Navia Gabriel, La Hoguera, 2013)
- El exilio voluntario (Premio Casa de las Américas, Bolivia, 2009; Cuba, 2010; España, 2015; Bolivia, 2019)
- Diario secreto (Alfaguara, Premio Nacional de Novela de Bolivia, 2011; Editorial 3600, 2021)
- Madrid-Cochabamba/ Cartografía del desastre (coautoría con Pablo Cerezal, Lupercalia, 2016; Editorial 3600, 2015)
- Muerta ciudad viva (El País, 2013; Editorial 3600, 2018; Limbo Errante,2018)
- El oro de las estrellas extinguidas (Editorial 3600, 2018)
- Ecléctica (Editorial 3600, 2019)
- Fever (editorial 3600, 2021)
- Nuevos escritos de memoria antigua (Editorial 3600, 2021)
- Diario del divorcio (Editorial 3600, 2023)
- Sombra de la tierra sobre la luna (Editorial 3600, 2024)